# Angels Pesaro
Gli Angels Pesaro American Football Team sono una storica squadra di football americano di Pesaro.
Fondati nel 1982, hanno disputato 2 Superbowl nel 1985 e nel 1986, venendo sconfitti in entrambe le occasioni. Falliti nel 1993, in un periodo di grande crisi del football italiano, sono stati rifondati nel 2006. Dal 2009 sono affiliati alla FIDAF. Militano in serie Terza Divisione.

## Dettaglio stagioni

### Campionati senior

#### Campionato AIFA/Serie A/A1/Prima Divisione
| Stagione | regular season | regular season | regular season | regular season | regular season | regular season | playoff | playoff | playoff | playoff | playoff | playoff          | playoff          |
|          | Vin            | Par            | Per            | Tot            | PF             | PS             | Vin     | Per     | Tot     | PF      | PS      | risultato        | avversaria       |
| -------- | -------------- | -------------- | -------------- | -------------- | -------------- | -------------- | ------- | ------- | ------- | ------- | ------- | ---------------- | ---------------- |
| 1983     | 7              | 1              | 2              | 10             | 157            | 60             | 1       | 1       | 2       | 33      | 15      | Semifinale       | Rhinos Milano    |
| 1984     | 7              | 2              | 1              | 10             | 191            | 70             | 1       | 1       | 2       | 24      | 22      | Semifinale       | Warriors Bologna |
| 1985     | 8              | 0              | 4              | 12             | 233            | 120            | 3       | 1       | 4       | 58      | 60      | Superbowl        | Doves Bologna    |
| 1986     | 8              | 0              | 2              | 10             | 260            | 74             | 3       | 1       | 4       | 60      | 43      | Superbowl        | Warriors Bologna |
| 1987     | 12             | 0              | 0              | 12             | 335            | 38             | 1       | 1       | 2       | 35      | 34      | Quarti di finale | Doves Bologna    |
| 1988     | 7              | 0              | 5              | 12             | 191            | 211            | 0       | 1       | 1       | 3       | 20      | Ottavi di finale | Jets Bolzano     |
| 1989     | 4              | 2              | 6              | 12             | 134            | 221            | -       | -       | -       | -       | -       | -                | -                |
| 1990     | 7              | 0              | 5              | 12             | 244            | 189            | 1       | 1       | 2       | 21      | 34      | Semifinale       | Rhinos Milano    |
| 1991     | 0              | 0              | 10             | 10             | 208            | 319            | -       | -       | -       | -       | -       | -                | -                |
| 1992     | 0              | 0              | 12             | 12             | 116            | 370            | -       | -       | -       | -       | -       | -                | -                |
| 2017     | 2              | 0              | 8              | 10             | 107            | 233            | -       | -       | -       | -       | -       | -                | -                |
| 2018     | 2              | 0              | 8              | 10             | 116            | 364            | -       | -       | -       | -       | -       | -                | -                |
| Totale   | 64             | 5              | 63             | 132            | 2298           | 2269           | 10      | 7       | 17      | 234     | 228     |                  |                  |

Fonte: Enciclopedia del Football - A cura di Roberto Mezzetti

#### Serie A NFLI
A seguito dell'ingresso di FIDAF nel CONI questo torneo - pur essendo del massimo livello della propria federazione - non è considerato ufficiale.
| Stagione | regular season | regular season | regular season | regular season | regular season | regular season | playoff | playoff | playoff | playoff | playoff | playoff   | playoff    |
|          | Vin            | Par            | Per            | Tot            | PF             | PS             | Vin     | Per     | Tot     | PF      | PS      | risultato | avversaria |
| -------- | -------------- | -------------- | -------------- | -------------- | -------------- | -------------- | ------- | ------- | ------- | ------- | ------- | --------- | ---------- |
| 2008     | 4              | 0              | 4              | 8              | 133            | 126            | -       | -       | -       | -       | -       | -         | -          |
| Totale   | 4              | 0              | 4              | 8              | 133            | 126            | -       | -       | -       | -       | -       |           |            |

Fonte: Enciclopedia del Football - A cura di Roberto Mezzetti

#### Serie A2/LENAF/Seconda Divisione
| Stagione | regular season | regular season | regular season | regular season | regular season | regular season | playoff | playoff | playoff | playoff | playoff | playoff          | playoff           |
|          | Vin            | Par            | Per            | Tot            | PF             | PS             | Vin     | Per     | Tot     | PF      | PS      | risultato        | avversaria        |
| -------- | -------------- | -------------- | -------------- | -------------- | -------------- | -------------- | ------- | ------- | ------- | ------- | ------- | ---------------- | ----------------- |
| 1993     | 5              | 0              | 3              | 8              | 175            | 95             | -       | -       | -       | -       | -       | -                | -                 |
| 2009     | 4              | 0              | 4              | 8              | 169            | 133            | 0       | 1       | 1       | 21      | 54      | Quarti di finale | Barbari Roma Nord |
| 2010     | 6              | 0              | 2              | 8              | 203            | 137            | 1       | 1       | 2       | 28      | 56      | Semifinale       | Barbari Roma Nord |
| 2011     | 3              | 0              | 5              | 8              | 186            | 156            | 0       | 1       | 1       | 3       | 21      | Ottavi di finale | Titans Romagna    |
| 2012     | 1              | 0              | 7              | 8              | 187            | 125            | -       | -       | -       | -       | -       | -                | -                 |
| 2013     | 7              | 0              | 1              | 8              | 167            | 97             | 0       | 1       | 1       | 14      | 44      | Ottavi di finale | Muli Trieste      |
| 2014     | 5              | 0              | 3              | 8              | 184            | 140            | 1       | 1       | 2       | 36      | 33      | Quarti di finale | Grizzlies Roma    |
| 2015     | 3              | 0              | 5              | 8              | 118            | 137            | -       | -       | -       | -       | -       | -                | -                 |
| Totale   | 34             | 0              | 30             | 64             | 1489           | 1020           | 2       | 5       | 7       | 102     | 208     |                  |                   |

Fonte: Enciclopedia del Football - A cura di Roberto Mezzetti

#### Serie B (terzo livello)/CIF9
| Stagione | regular season | regular season | regular season | regular season | regular season | regular season | playoff | playoff | playoff | playoff | playoff | playoff              | playoff            |
|          | Vin            | Par            | Per            | Tot            | PF             | PS             | Vin     | Per     | Tot     | PF      | PS      | risultato            | avversaria         |
| -------- | -------------- | -------------- | -------------- | -------------- | -------------- | -------------- | ------- | ------- | ------- | ------- | ------- | -------------------- | ------------------ |
| 2006     | ?              | ?              | ?              | ?              | ?              | ?              | ?       | ?       | ?       | ?       | ?       | ?                    | ?                  |
| 2007     | 7              | 0              | 0              | 7              | 289            | 25             | 2       | 0       | 2       | 71      | 8       | Campioni             | Frogs Legnano      |
| 2019     | 4              | 0              | 2              | 6              | 226            | 68             | 1       | 1       | 2       | 68      | 69      | Quarti di conference | Mad Bulls Barletta |
| 2021     | 3              | 0              | 1              | 4              | 91             | 63             | 0       | 1       | 1       | 20      | 24      | Quarti di conference | Pretoriani Roma    |
| Totale   | 14+?           | 0+?            | 3+?            | 17+?           | 606+?          | 156+?          | 3+?     | 2+?     | 5+?     | 159+?   | 101+?   |                      |                    |

Fonte: Enciclopedia del Football - A cura di Roberto Mezzetti

### Campionati giovanili

#### Campionato Under-21
| Stagione | regular season | regular season | regular season | regular season | regular season | regular season | playoff | playoff | playoff | playoff | playoff | playoff    | playoff         |
|          | Vin            | Par            | Per            | Tot            | PF             | PS             | Vin     | Per     | Tot     | PF      | PS      | risultato  | avversaria      |
| -------- | -------------- | -------------- | -------------- | -------------- | -------------- | -------------- | ------- | ------- | ------- | ------- | ------- | ---------- | --------------- |
| 1990     | ?              | ?              | ?              | ?              | ?              | ?              | ?       | ?       | ?       | ?       | ?       | ?          | ?               |
| 1991     | ?              | ?              | ?              | ?              | ?              | ?              | 1       | 1       | 2       | 27      | 48      | Semifinale | Gladiatori Roma |
| 1992     | ?              | ?              | ?              | ?              | ?              | ?              | 2       | 1       | 3       | 56+?    | 12+?    | Semifinale | Pythons Milano  |
| Totale   | ?              | ?              | ?              | ?              | ?              | ?              | 3+?     | 2+?     | 5+?     | 83+?    | 60+?    |            |                 |

Fonte: Enciclopedia del Football - A cura di Roberto Mezzetti

#### Campionato Under-20
| Stagione | regular season | regular season | regular season | regular season | regular season | regular season | playoff | playoff | playoff | playoff | playoff | playoff          | playoff        |
|          | Vin            | Par            | Per            | Tot            | PF             | PS             | Vin     | Per     | Tot     | PF      | PS      | risultato        | avversaria     |
| -------- | -------------- | -------------- | -------------- | -------------- | -------------- | -------------- | ------- | ------- | ------- | ------- | ------- | ---------------- | -------------- |
| 1989     | 4              | 0              | 2              | 6              | 69             | 30             | 1       | 1       | 2       | 22      | 13      | Quarti di finale | Towers Bologna |
| Totale   | 4              | 0              | 2              | 6              | 69             | 30             | 1       | 1       | 2       | 22      | 13      |                  |                |

Fonte: Enciclopedia del Football - A cura di Roberto Mezzetti

#### Campionato Under-19
| Stagione | regular season | regular season | regular season | regular season | regular season | regular season | playoff | playoff | playoff | playoff | playoff | playoff          | playoff          |
|          | Vin            | Par            | Per            | Tot            | PF             | PS             | Vin     | Per     | Tot     | PF      | PS      | risultato        | avversaria       |
| -------- | -------------- | -------------- | -------------- | -------------- | -------------- | -------------- | ------- | ------- | ------- | ------- | ------- | ---------------- | ---------------- |
| 2013     | 6              | 0              | 0              | 6              | 230            | 56             | 0       | 1       | 1       | 25      | 48      | Quarti di finale | Giaguari Torino  |
| 2014     | 6              | 0              | 0              | 6              | 318            | 20             | 1       | 1       | 2       | 21      | 21      | Semifinale       | Warriors Bologna |
| Totale   | 12             | 0              | 0              | 12             | 548            | 76             | 1       | 2       | 3       | 46      | 69      |                  |                  |

Fonte: Enciclopedia del Football - A cura di Roberto Mezzetti

#### Campionato Under-18
| Stagione | regular season | regular season | regular season | regular season | regular season | regular season | playoff | playoff | playoff | playoff | playoff | playoff   | playoff    |
|          | Vin            | Par            | Per            | Tot            | PF             | PS             | Vin     | Per     | Tot     | PF      | PS      | risultato | avversaria |
| -------- | -------------- | -------------- | -------------- | -------------- | -------------- | -------------- | ------- | ------- | ------- | ------- | ------- | --------- | ---------- |
| 2011     | 1              | 0              | 5              | 6              | 79             | 188            | -       | -       | -       | -       | -       | -         | -          |
| 2012     | 2              | 0              | 4              | 6              | 78             | 160            | -       | -       | -       | -       | -       | -         | -          |
| Totale   | 3              | 0              | 9              | 12             | 157            | 348            | -       | -       | -       | -       | -       |           |            |

Fonte: Enciclopedia del Football - A cura di Roberto Mezzetti